# Beast of Burden
Singles de The Rolling Stones
Miss You
(1978) Shattered
(1978)
Pistes de Some Girls
Before They Make Me Run
(8) Shattered
(10)
Beast of Burden est une chanson du groupe de rock britannique The Rolling Stones parue d'abord le 9 juin 1978 sur l'album Some Girls, puis le 9 septembre 1978 en single aux États-Unis.
En 2004, le magazine Rolling Stone a classé cette chanson à la 435e position de leur liste des 500 plus grandes chansons de tous les temps. La locution « Beast of Burden » peut se traduire en français par « bête de somme ».

## Inspiration et enregistrement
Beast of Burden est, en français, une « bête de somme », un animal semi-domestiqué qui travaille au profit de l'homme, comme les bœufs ou les chevaux. La musique et certaines parties des paroles sont de Keith Richards. Dans une interview pour la compilation Jump Back en 1993, Richards a déclaré à propos de la chanson "c'était une autre où Mick vient de contribuer les couplets. Avec les Stones, nous prenons une longue chanson, la jouons et voyons ce que nous pouvons en tirer. Parfois nous l'abandonnons, parfois nous la prenons et l'enregistrons. Après toutes les chansons rapides de Some Girls, tout le monde a réclamé et apprécié une chanson lente." Les paroles de base ont été écrites avant l'entrée des Stones en studio, réalisées par Mick Jagger improvisé avec des riffs de Richards et Ron Wood.
La chanson a été enregistrée entre le 10 octobre et le 21 décembre 1977 et du 5 janvier au 2 mars 1978, aux studios Pathé Marconi près de Paris. La chanson est produite par The Glimmer Twins (un pseudonyme utilisé par Jagger et Richards). L'ingénieur du son chargé des sessions est Chris Kimsey.

## Parution et réception
Beast of Burden est sorti en single aux États-Unis, le second extrait de l'album, et est un grand succès en se classant 8e du Billboard Hot 100.
Une version live est enregistrée en 1981 et publiée en tant que face B sur le single Going to a Go-Go. La chanson est incluse sur les compilations Sucking in the Seventies (1981), Rewind (1971-1984) (1984), Jump Back: The Best of The Rolling Stones (1993), Forty Licks (2002) et GRRR! (2012).
Une version de 5 minutes 20 de la chanson circule parmi les collectionneurs avec des paroles supplémentaires. Il a été tiré du mix réalisé pour la version Magazine de Some Girls, qui montre des différences significatives par rapport à toutes les autres versions de l'album.

## Personnel
Crédités, :
- Mick Jagger : chant
- Keith Richards : guitare électrique, guitare acoustique, chœurs
- Ron Wood : guitare électrique, guitare acoustique
- Bill Wyman : basse
- Charlie Watts : batterie

## Reprises
Bette Midler interprète la chanson, qui apparait sur son album, No Frills. Le clip fait intervenir Mick Jagger dans une figuration humoristique.
Le groupe anglais The Kooks joue plusieurs fois en live un medley de "Beast of Burden" et "Sweet Jane" des Velvet Underground, notamment lors de l'émission Taratata 
Dans l'album-hommage Paint It Blue (1997), Beast Of Burden est joué par le groupe The Holmes Brothers
Buckwheat Zydeco, groupe de La Nouvelle-Orléans enregistrent une version "cajun".
Dans le film, Family Man, Tea Leoni chante "Beast of Burden".
Lee DeWyze donne une version dans la neuvième saison de "American Idol".
Lifehouse enregistre "Beast of Burden" in 2007, pour les "Stripped Music Sessions".
Le groupe de rock américain Odaal enregistre une version dans leur album, Rodents of the Rum-Run